# ليو جاي مارتن
ليو جاي مارتن (بالإنجليزية: Leo J. Martin)‏ هو متزلج جماعي أمريكي، ولد في 8 فبراير 1921، وتوفي في 6 يناير 1981.

## وصلات خارجية
- ليو جاي مارتن على موقع أوليمبيديا (الإنجليزية)